# Waddon
Waddon – dzielnica Londynu, leżąca w gminie Croydon. W 2011 dzielnica liczyła 17 077 mieszkańców.